# Josef Quitensky
Josef Quitensky, též uváděn jako Josef Quitenský, Josef Quitenski, Josef Kvitensky, nebo Josef Květenský (13. února 1799 Litrbachy – 8. září 1866 Litrbachy) byl rakouský politik německé národnosti z Čech, během revolučního roku 1848 poslanec Říšského sněmu.

## Život
Josef Quitensky se narodil v roce 1799 do rodiny rolníka Mathause a Kathariny.
Roku 1849 se uvádí jako majitel hospodářství v obci Litrbachy (Lauterbach). Byl etnickým Němcem. Stabilní katastr roku 1839 ho uvádí s přídomkem Mertal jako majitele usedlosti čp. 171 v Litrbachu.
Během revolučního roku 1848 se zapojil do veřejného dění. Ve volbách roku 1848 byl zvolen na ústavodárný Říšský sněm. Zastupoval volební obvod Litomyšl. Tehdy se uváděl coby majitel hospodářství. Na mandát rezignoval 1. ledna 1849 s poukazem na domácí poměry a úmrtí v rodině. V březnu 1849 ho v parlamentu nahradil František Švestka.
Zemřel v září 1866 ve věku 67 let. V matrice uveden jako Joseph Květenský. 10. prosince 1866 zdědila usedlost v Litrbachu v hodnotě 10 536 zlatých rakouského čísla jeho manželka Kateřina.